# 稲葉敦志
稲葉 敦志（いなば あつし、1971年8月28日 - ）は、日本のゲームクリエイター・ゲームプロデューサー。プラチナゲームズ株式会社代表取締役社長。石川県金沢市出身。

## 略歴
石川工業高等専門学校卒業後、アイレム、ナスカ、SNKなどにプログラマーとして勤務した後、1998年カプコンに入社。プロデューサーとして第4開発部、第9開発部部長を経て、2004年7月分社化したクローバースタジオの代表取締役社長に就任。
2007年3月の同社解散に先立ち、2006年6月に退社した。その後SEEDSと合併したプラチナゲームズに所属。
2022年1月、代表取締役社長の佐藤賢一が退任したことに伴い後任としてプラチナゲームズの新代表取締役社長に就任。

## 作品
- ボンバーマンワールド（1992年、アイレム、AC）
- R-TYPE LEO（1992年12月、アイレム、AC）
- バイオハザード CODE：Veronica 完全版（2001年3月22日、カプコン、DC・PS2）アシスタントプロデューサー
- デビルメイクライ（2001年8月23日、カプコン、PS2）
- 逆転裁判（2001年10月12日、カプコン、GBA）プロデューサー
- グランボ（2001年12月28日、カプコン、GBA）プロデューサー
- BLACKBLACK（2002年2月8日、カプコン、GBA）プロデューサー
- 鉄騎（2002年9月12日、カプコン、XB）プロデューサー
- 逆転裁判2（2002年10月18日、カプコン、GBA）プロデューサー
- ビューティフル ジョー（2003年6月26日、カプコン、GC）プロデューサー
- 逆転裁判3（2004年1月23日、カプコン、GBA）プロデューサー
- ビューティフル ジョー2 ブラックフィルムの謎（2004年12月16日、カプコン、GC・PS2）プロデューサー
- ビューティフル ジョー スクラッチ! （2005年10月2日、カプコン、DS）プロデューサー
- 大神（2006年4月20日、カプコン、PS2）プロデューサー
- GOD HAND（2006年9月14日、カプコン、PS2）プロデューサー
- 無限航路（2009年6月11日、セガ、DS）プロデューサー
- マッドワールド（2010年2月10日、セガ、Wii）プロデューサー
- マックス アナーキー（2012年7月5日、セガ、PS3・X360）プロデューサー
- メタルギア ライジング リベンジェンス （2013年2月19日、コナミ、PS3・X360・Windows ）プロデューサー
- The Wonderful 101（2013年、任天堂、Wii U）プロデューサー
- ベヨネッタ2（2014年、任天堂、Wii U）プロデューサー
- ロストオーダー プロデューサー